# Gauripur
Gauripur fou un estat tributari protegit del tipus zamindari al districte de Goalpara a Assam format per les parganes de Ghurla, Jamira, Makrampur i Kalumalupara, i altres menors. La superfície era de 1.510 km² i la renda estimada de 234.000 rupies amb un tribut de només 5.396 rupies. Aquest baix tribut era degut al fet que durant el domini mogol el zamindar pagava poc perquè era terra de frontera i pagaven amb serveis de vigilància. Quan els britànics van dominar la zona, van donar el tribut per bo, sense adonar-se de la seva poca quantia. La capital del zamindar era a Gauripur, una pròspera vila a 10 km al nord de Dhubri.